# Station Glaaien
Station Glaaien is een spoorwegstation langs spoorlijn 34 (Hasselt - Tongeren - Luik) in Glaaien (Frans: Glons) een deelgemeente van de Luikse gemeente Bitsingen (Frans: Bassenge).
Voor 1952 heette het station nog "Glons-Bas" (Laag-Glaaien) omdat er in dezelfde gemeente op spoorlijn 24 nog een station "Glons-Haut" (Hoog-Glaaien) was.

## Treindienst
| Serie     | Treinsoort          | Route                                                                            | Bijzonderheden                                               |
| --------- | ------------------- | -------------------------------------------------------------------------------- | ------------------------------------------------------------ |
| IC 09     | Intercity (NMBS)    | Antwerpen-Centraal – Aarschot – [ Leuven – ] Hasselt – Glaaien – Luik-Guillemins | Rijdt in het weekend Antwerpen-Centraal - Luik-Guillemins.   |
| S 43 5300 | S-trein Luik (NMBS) | Maastricht – Wezet – Luik-Guillemins – Glaaien – Tongeren – Diepenbeek – Hasselt | Rijdt in het weekend niet tussen Luik-Guillemins en Hasselt. |

## Reizigerstellingen
De grafiek en tabel geven het gemiddeld aantal instappende reizigers weer op een week-, zater- en zondag.

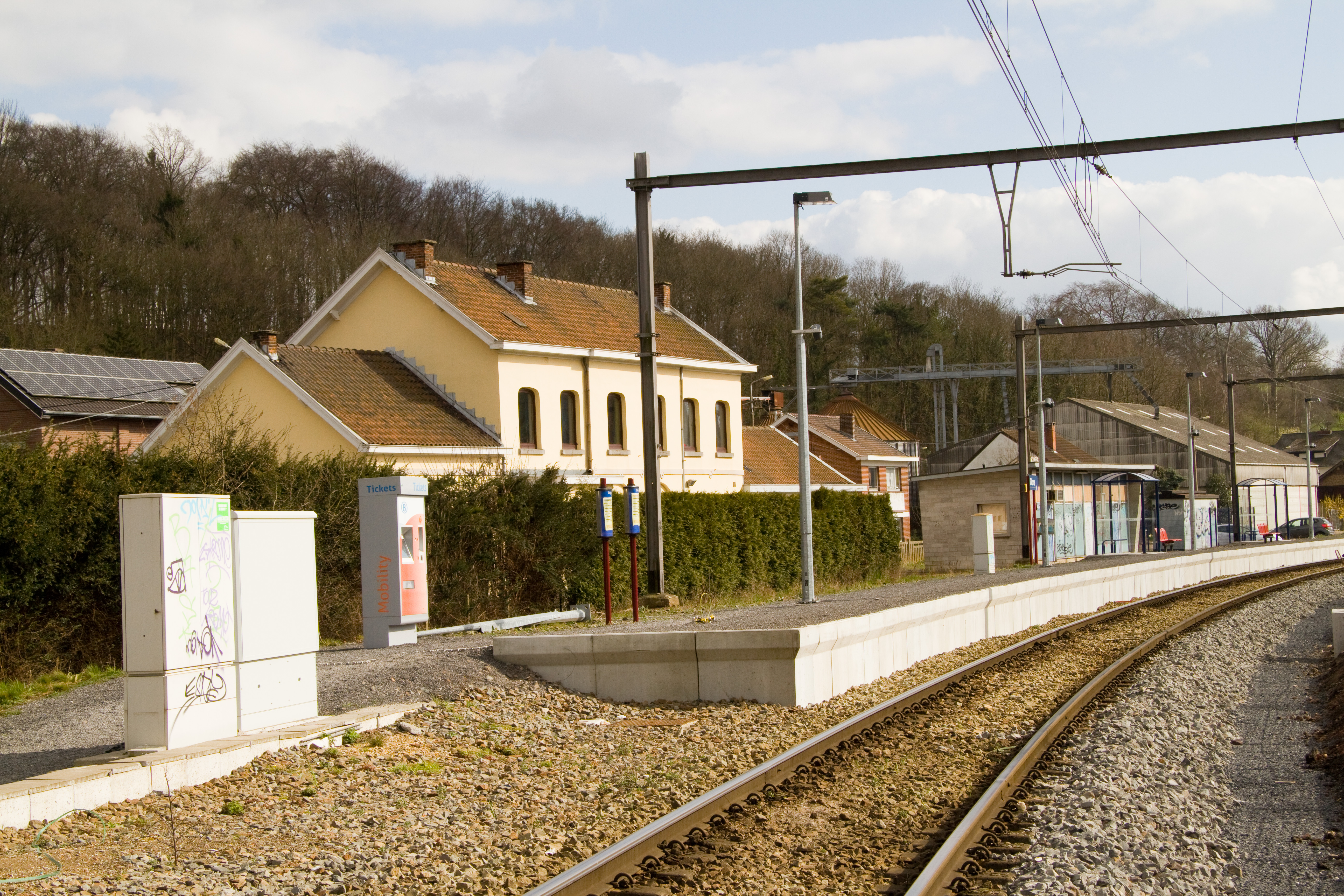

| Tabel: aantal instappende reizigers station Glons | Tabel: aantal instappende reizigers station Glons | Tabel: aantal instappende reizigers station Glons | Tabel: aantal instappende reizigers station Glons |
|                                                   | Weekdag                                           | Zaterdag                                          | Zondag                                            |
| ------------------------------------------------- | ------------------------------------------------- | ------------------------------------------------- | ------------------------------------------------- |
| 1977                                              | 71                                                | 10                                                | 10                                                |
| 1978                                              | 96                                                | 12                                                | 8                                                 |
| 1979                                              | 87                                                | 20                                                | 11                                                |
| 1980                                              | 94                                                | 15                                                | 10                                                |
| 1981                                              | 104                                               | 13                                                | 9                                                 |
| 1982                                              | 87                                                | 13                                                | 10                                                |
| 1983                                              | 80                                                | 15                                                | 9                                                 |
| 1984                                              | 146                                               | 37                                                | 33                                                |
| 1985                                              | 165                                               | 55                                                | 29                                                |
| 1986                                              | 160                                               | 39                                                | 45                                                |
| 1987                                              | 167                                               | 49                                                | 33                                                |
| 1988                                              | 114                                               | 55                                                | 51                                                |
| 1989                                              | 130                                               | 43                                                | 32                                                |
| 1990                                              | 110                                               | 61                                                | 64                                                |
| 1991                                              | 74                                                | 39                                                | 35                                                |
| 1992                                              | 131                                               | 52                                                | 44                                                |
| 1993                                              | 123                                               | 55                                                | 39                                                |
| 1994                                              | 93                                                | 38                                                | 41                                                |
| 1995                                              | 106                                               | 38                                                | 29                                                |
| 1996                                              | 128                                               | 53                                                | 22                                                |
| 1997                                              | 133                                               | 78                                                | 35                                                |
| 1998                                              | 134                                               | 78                                                | 36                                                |
| 1999                                              | 141                                               | 73                                                | -                                                 |
| 2000                                              | 198                                               | 54                                                | 48                                                |
| 2001                                              | 159                                               | 33                                                | 28                                                |
| 2002                                              | 142                                               | 36                                                | 22                                                |
| 2003                                              | 154                                               | 32                                                | 26                                                |
| 2004                                              | 144                                               | 42                                                | 32                                                |
| 2005                                              | 153                                               | 52                                                | 30                                                |
| 2006                                              | 135                                               | 34                                                | 46                                                |
| 2007                                              | 125                                               | 46                                                | 36                                                |
| 2008                                              | -                                                 | -                                                 | -                                                 |
| 2009                                              | 103                                               | 37                                                | 27                                                |
| 2010                                              | -                                                 | -                                                 | -                                                 |
| 2011                                              | -                                                 | -                                                 | -                                                 |
| 2012                                              | 104                                               | 37                                                | 45                                                |
| 2013                                              | 116                                               | 36                                                | 38                                                |
| 2014                                              | 138                                               | 42                                                | 28                                                |
| 2015                                              | 128                                               | 32                                                | 28                                                |
| 2016                                              | 91                                                | 38                                                | 25                                                |
| 2017                                              | 122                                               | 39                                                | 77                                                |
| 2018                                              | 106                                               | 18                                                | 19                                                |
| 2019                                              | 113                                               | 34                                                | 29                                                |
| 2020                                              | 68                                                | 13                                                | 10                                                |
| 2021                                              | -                                                 | -                                                 | -                                                 |
| 2022                                              | 100                                               | 1                                                 | -                                                 |
| 2023                                              | 174                                               | 87                                                | 71                                                |
| 2024                                              | 116                                               | 48                                                | 43                                                |

0,0: Hasselt ·
3,7: Godsheide ·
7,2: Diepenbeek ·
15,0: Beverst ·
17,2: Bilzen ·
19,3: Hoeselt ·
22,1: Alt-Hoeselt ·
24,4: 's Herenelderen ·
27,7: Tongeren ·
31,5: Nerem ·
32,0: Vreren-Nerem ·
33,1: Glaaien ·
37,7: Villers-Juprelle ·
40,3: Liers ·
42,9: Milmort ·
43,9: Milmort-Charbonnage ·
45,4: La Préalle ·
46,2: Rue Charlemagne ·
48,0: Herstal ·
49,4: Jolivet ·
50,6: Luik-Vivegnis ·
51,6: Luik-Sint-Lambertus ·
53,0: Luik-Carré ·
54,8: Luik-Guillemins